# Бебутов, Василий Осипович
Князь Васи́лий О́сипович (Иосифович) Бе́бутов (арм. Բեհբության Բարսեղ Հովսեփի; 1 января 1791 — 10 марта 1858) — российский полководец, генерал от инфантерии (6 января 1857). Участник покорения Кавказа и герой Крымской войны. Награждён практически всеми российскими орденами того времени.

## Биография
Василий Бебутов родился в Тифлисе 1 января 1791 года в армянской семье. Род князей Бебутовых принадлежал к старейшим в Армении, карабахского происхождения. Впоследствии Бебутовы переселились в Грузию и занимали здесь важные должности наследственных правителей Тифлиса (меликов) и егермейстеров (мискарбашей) грузинских царей. Прадед князя Василия Иосифовича, Ашхар-Бек, мелик Тифлиса, умерщвлён турками за преданность царю Теймуразу II. Дед, Василий (иначе Мелик-Ага) получил за участие в походе Надир-шаха в Индию звание мискарбаша и был в царствование Ираклия II тифлисским меликом. Отец князя, Иосиф — сначала казначей (моларет-ухуцес) при грузинском царевиче Иулоне, впоследствии за участие в походе главнокомандующего войсками в Грузии князя П. Д. Цицианова против владетеля Бакинского ханства Гусейн-Кули-Хана, в 1805 году награждён чином полковника русской службы.
По указанию князя Цицианова, князь Василий Иосифович в 1807 году был определён в 1-й кадетский корпус, успешно окончив который, выпущен был 12 декабря 1809 года прапорщиком в Херсонский гренадерский полк, расположенный в Грузии. Состоя адъютантом генерала Тормасова, он принял участие, во время турецкой кампании, в сражении под Ахалцихом (1810 год) и в ряде дел против горцев (в 1812 год). Произведённый 11 сентября 1811 года в подпоручики, в следующем году князь Бебутов, в качестве адъютанта маркиза Ф. О. Паулуччи, находился при преследовании войск Ж. Макдональда от Риги к Мемелю и при занятии Мемеля (15 декабря). В награду за отличия был награждён 12 января 1813 года орденом Святой Анны 3-й степени. 9 января 1813 года переведён в Лейб-гвардии Семёновский полк, а через три дня получил чин поручика.

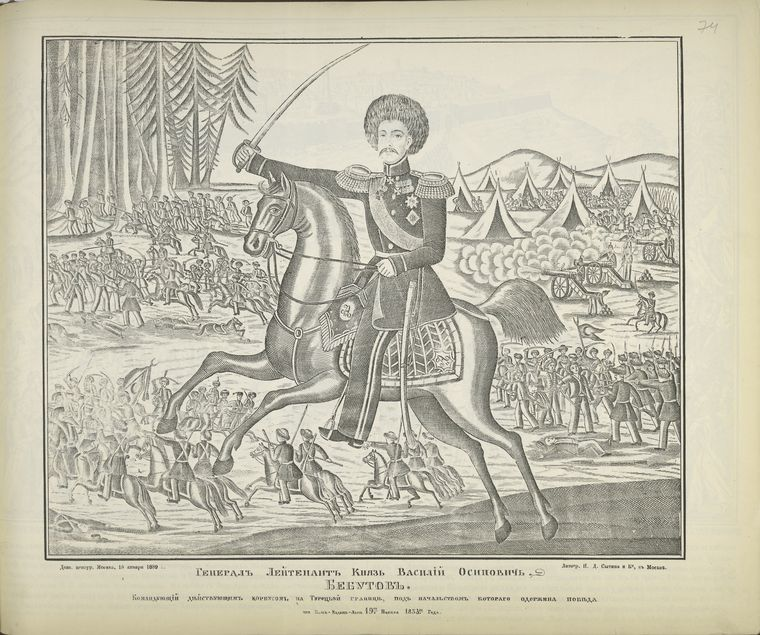
Литография с изображением В. О. Бебутова (худ. Иван Сытин)

В 1816 году Бебутов снова вернулся на Кавказ, 22 мая был назначен адъютантом при новом начальнике края, А. П. Ермолове, 29 августа 1816 года произведён в штабс-капитаны, в 1817 году сопровождал Ермолова при чрезвычайном посольстве в Тегеран, где был Бебутову пожалован персидский орден Льва и Солнца 2-й степени, и, по возвращении из Персии, произведённый 14 марта 1819 года в капитаны, в том же году находился в двух дагестанских экспедициях, под личным предводительством самого Ермолова, и в 1820 году — при покорении Казикумухского ханства, когда в составе отряда князя Мадатова штурмовал Хосрех, 18 августа был награждён орденом Святого Владимира 4-й степени с бантом. 4 января 1821 года Бебутов был зачислен в списки Лейб-гвардии Московского полка. В это же время был посвящён в масонство в петербургской ложе «Трёх добродетелей».
16 апреля 1821 года переведён в 7-й карабинерный полк, с производством в полковники, a 23 июля назначен командиром Мингрельского егерского полка, во главе которого оставался до 25 сентября 1825 года, когда получил в командование 3-ю бригаду 22-й пехотной дивизии с назначением одновременно на должность управляющего Имеретией.
Произведённый перед открытием Турецкой кампании в генерал-майоры (25 марта 1828 года) с назначением состоять при начальнике 22-й пехотной дивизии, князь Бебутов привёл 24 июля из Грузии в лагерь под Ахалкалаками значительное подкрепление, двинулся с войсками к Ахалциху, 9 августа способствовал поражению 30-тысячного турецкого корпуса под этою крепостью и 16 августа явился одним из главных участников взятия Ахалциха штурмом, за что получил золотую с алмазами шпагу и 18 декабря 1830 года — орден Святого Георгия 4-й степени (за выслугу 25 лет в офицерских чинах). С 17 августа Бебутов состоял начальником местного пашалыка. Это назначение Бебутова было весьма важным: Ахалцих, лежащий у окраины Аджарских гор, мог подвергаться беспрестанным нападениям мятежных племён; жители пашалыка, служившего в продолжении многих веков притоном разбойников, громивших Закавказье, были ненадёжны. Князю Бебутову, благодаря хорошему знакомству с местным бытом, удалось водворить спокойствие в новозавоёванном крае. В 1829 году Ахалцих подвергся нападению турок, произведших при содействии Ахмет-бека Аджарского отчаянный штурм на крепость, и только благодаря энергии Бебутова и храбрости войск штурм был отбит. Столь же мужественно выдержал гарнизон осаду, пока не подошёл на помощь отряд генерала Н. Н. Муравьёва. Осада была снята, и, преследуя разбежавшегося неприятеля, Бебутов успел захватить два орудия и два знамени, затем, отрядив против Ахмет-бека генерала И. Г. Бурцева, нанёс неприятелю 30 апреля полное поражение при Цурцкабе. За Ахалцих князю Бебутову был пожалован орден Святой Анны 1-й степени (29 марта 1829 года) и особая благодарность главнокомандующего графа И. Ф. Паскевича.
13 февраля 1830 года Бебутов был назначен начальником вновь образованной Армянской области, управляя которой в течение восьми лет, устроил администрацию, установил правильное распределение податей и казённых доходов и вообще успел прочно применить Высочайше утверждённые 23 июня 1833 года временные правила для управления означенною областью. Бебутовым завершено, между прочим, окончательное разграничение российских владений с Персией, за что он получил персидский орден Льва и Солнца 1-й степени; произведён первый посев (4 декабря 1830 года) доставленной в Эривань из Дербента марены, окончена и освящена 18 декабря 1832 года церковь Покрова Божией Матери в Эривани и 22 февраля 1837 года, на основании Высочайшего повеления 11 марта 1836 года, открыт армяно-григорианский Синод в Эчмиадзине. 4 апреля 1838 года князь Бебутов был назначен членом совета главного управления Закавказского края, 2 мая 1840 года переведён в Польшу и состоял при главном штабе действующей армии, 19 апреля 1842 года назначен комендантом крепости Замостье; 10 октября 1843 года он был произведён в генерал-лейтенанты, 5 декабря того же года зачислен состоящим при Отдельном Кавказском корпусе, и 13 февраля 1844 года определён на пост командующего войсками в Северном и Нагорном Дагестане.
В 1845 году Бебутов принял участие в походе против мюридов и принёс значительную пользу делу; очистив Анди и Гумбет, он устроил там магазин и снабжал войска экспедиции продовольствием; при обратном движении, когда горцы, одушевлённые успехом, неотступно преследовали обоз его арьергарда, он не потерял ни одной повозки. За эти заслуги он был награждён орденом Святого Владимира 2-й степени (19 августа 1845 года).
Осенью 1846 года Шамиль, пользуясь роспуском русских войск по квартирам, вторгнулся в Даргинский округ, но князь Бебутов не дал ему времени ни развить восстание, ни укрепиться в занятой местности: 13 октября он взял штурмом передавшийся Шамилю аул Аймяки, a 15 числа разбил наголову самого Шамиля у селения Кутишихи. Скопище Шамиля, доходившее при начале дела до 20 тысяч, обратилось в бегство, причём Шамиль потерял 1200 убитыми и ранеными, 300 пленными, горное орудие, зарядные ящики и секиру — эмблему своей власти. На поле сражения явились к Бебутову депутаты от деревень Даргинского округа с изъявлением покорности, и к ночи не осталось в округе ни одного мюрида. С такой же энергией были рассеяны неприятельские скопища у урочищ Цухедар и Худжал-Махи.
За свой подвиг Бебутов 5 ноября 1846 года получил орден Святого Георгия 3-й степени № 462
В воздаяние благоразумной решимости, отличной быстроты в действиях и блистательнаго мужества, оказанных при овладении в бою 16 октября селением Куташи, где мятежным скопищам Шамиля до 15 тысячам простиравшимся, не взирая на их упорное сопротивление и крепкую позицию, примерною храбростию войск наших нанесено совершенное поражение
В 1847 году князь Бебутов, во главе Дагестанского отряда, участвовал в обложении и в приступе к укреплённому селению Гергебиль; 12 октября ему пожалован орден Белого орла; 8 ноября он был назначен председателем Совета главного управления и начальником гражданского управления Закавказского края и 4 августа 1849 года получил орден Святого Александра Невского, его жене 6 декабря был пожалован орден Святой Екатерины 2-й степени. В октябре 1850 года Бебутов сопровождал, за болезнью князя Воронцова, путешествовавшего по краю наследника цесаревича Александра Николаевича.
29 сентября 1851 года ему были пожалованы бриллиантовые знаки к ордену Святого Александра Невского, a 22 августа 1852 года — знак отличия за XL лет службы и ежегодная аренда в 2000 рублей на 12-летний срок.

План сражения при Башкадыкларе

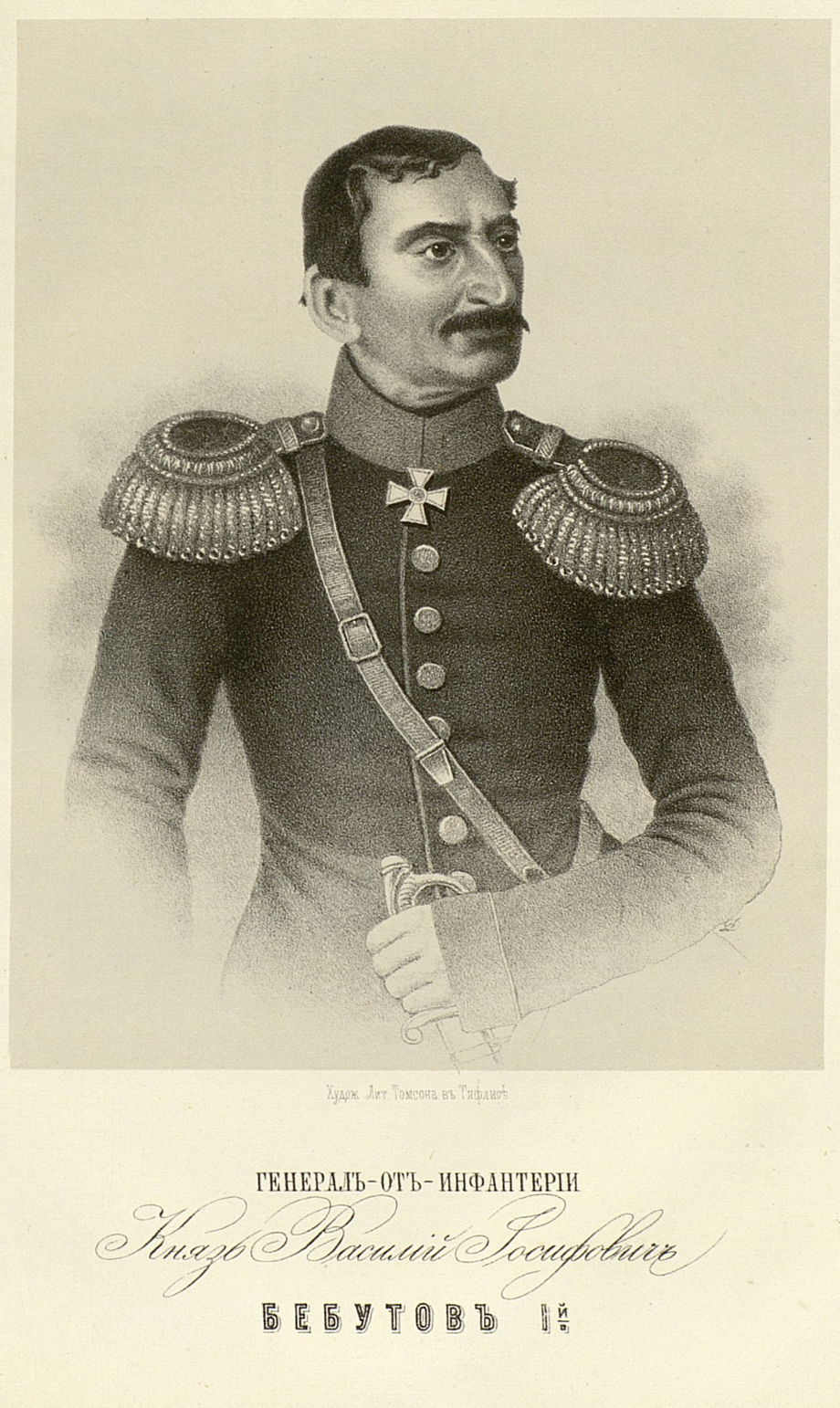
Генерал от инфантерии, князь Бебутов Василий Осипович

19 сентября 1853 года князю Бебутову поручено было начальство над особым корпусом, сосредоточенным на турецкой границе от Ахалкалак до Эривани включительно. С началом Крымской войны, князь Бебутов, перейдя Арпачай с 7000 пехоты и 2800 кавалерии, при 32 орудиях, разбил 19 ноября (1 декабря) под Башкадыкларом наголову 36-тысячный корпус Рейс-Ахмета-паши, причём взял 24 орудия, 10 зарядных ящиков, знамя, 10 значков, весь лагерь и запасы. За это блистательное дело, разгромившее Анатолийскую армию, князь Бебутов 6 декабря 1853 года был пожалован орденом Святого Георгия 2-й степени № 96, в рескрипте Николая I было сказано:
за блистательный подвиг мужества и отличную воинскую распорядительность, оказанные в сражении 19-го Ноября сего 1853 года, на правом берегу Арпачая, где вы, с храбрыми войсками НАШИМИ, находившимися под начальством вашим, разбив втрое сильнейший против них 36-тысячный корпус Турецкой армии, бывший под предводительством Сераскира Абди-Паши, взяли при этом с боя 24 орудия, несколько знамён и весь лагерь
Венцом же славы князя Бебутова послужила кровопролитная битва 24 июля 1854 года при селении Кюрюк-Дара, где с 18-тысячным отрядом он нанёс решительное поражение 60 тысячам турок, бывших под начальством мушира Зарифа-Мустафы паши. У обращённого в бегство неприятеля взято 15 орудий, 16 зарядных ящиков, 2 знамени, 4 штандарта, 20 значков и более 2000 пленных. Подвиг этот прославился в солдатских и народных песнях, а император Николай I, получив донесение, по рассказам кавказцев, выразился так: «князь Бебутов хочет удивить меня победой; удивлю же я его наградой». За Курюк-Дарское сражение Бебутов 9 августа 1854 года получил орден Святого Андрея Первозванного, — в чине генерал-лейтенанта — награда почти беспримерная.
С назначением 29 ноября того же 1854 года Н. Н. Муравьёва наместником Кавказским и главнокомандующим, князю Бебутову было поручено управление гражданской частью и войсками, не вошедшими в состав действующего корпуса.
Произведённый 6 января 1857 года в генералы от инфантерии, он до самой смерти (от рака желудка) безвыездно проживал в Тифлисе.
За месяц до кончины — 8 февраля — он был назначен членом Государственного совета. Умер 10 марта 1858 года в Тифлисе. Похоронен на Ходживанском кладбище в фамильной усыпальнице князей Бебутовых.
Бебутов состоял вице-президентом Кавказского общества сельского хозяйства и председательствующим в местном отделе Русского географического общества.

## Семья
Родители:
- Отец — Иосиф (Овсеп) Бебутов (1758—1822) был городским главой (меликом) Тифлиса. После присоединения Грузинского царства к Российской империи Овсеп Бебутов получил чин надворного советника.
- Мать — Мария (Калуа) Иосифовна Бебутова (урожд. Корганашвили (Корганова; 1766—1841).

Братья и сестры: Давид (1793—1867, командир 2-го Конно-мусульманского полка, затем Закавказского конно-мусульманского полка, Варшавский комендант, генерал-лейтенант), Григорий (1795—1862, председатель Тифлисской палаты уголовного и гражданского суда), Александр (1803—1823), Павел (1806—1829), София, Василий, Мария (1807—1837),
Жена — Мария Соломоновна, урождённая княгиня Аргутинская-Долгорукая (ум. в 1871 г.)
Дети:
- Николай (1839—1904, генерал-майор)
- Иосиф
- София (ум. в 1904). Внуки (дети Софии): Елена Левановна Гуриели (1859—1921), фрейлина российского императорского двора, Василий Леванович Гуриели (1861—1919).

## Военные чины
- Прапорщик (12.12.1809)
- Подпоручик (11.09.1811)
- Поручик (12.01.1813)
- Штабс-капитан (29.08.1816)
- Капитан (14.03.1819)
- Полковник (14.01.1821)
- Генерал-майор (25.03.1828)
- Генерал-лейтенант (10.10.1843)
- Генерал от инфантерии (06.01.1857)

## Награды
Российские:

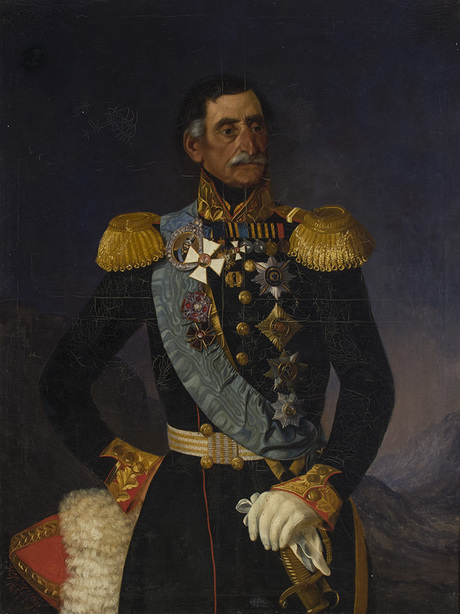
Портрет генерала от инфантерии князя Василия Осиповича Бебутова. Художник Степанос Нерсисян (1815—1884). 1857 год

- Орден Святой Анны 3-й степени (12.01.1813)
- Орден Святого Владимира 4-й степени с бантом (08.08.1820)
- Орден Святой Анны 1-й степени (29.03.1829)
- Золотая шпага с надписью «За храбрость», украшенная алмазами (21.04.1829)
- Орден Святого Георгия 4-й степени за 25 лет выслуги в офицерских чинах (18.12.1830)
- Знак отличия беспорочной службы за XXV лет (1835)
- Орден Святого Владимира 2-й степени (19.08.1845)
- Орден Святого Георгия 3-й степени (05.11.1846)
- Орден Белого орла (12.10.1847)
- Орден Святого Александра Невского (04.08.1849)
- Бриллиантовые знаки к ордену Святого Александра Невского (29.09.1851)
- Знак отличия беспорочной службы за XXL лет (22.08.1852)
- Орден Святого Георгия 2-й степени (06.12.1853)
- Орден Святого апостола Андрея Первозванного (09.08.1854)
- Мечи к ордену Святого апостола Андрея Первозванного «по праву присоединения» (05.08.1855)

Иностранные:
- Персидский орден Льва и Солнца 2-й степени (1817)
- Персидский орден Льва и Солнца 1-й степени с алмазами (1835)
- Портрет персидского шаха, украшенный алмазами (1851)